# ジューク・ボックス
ジューク・ボックスは、過去にジャニーズ事務所に所属していた1970年代の男性アイドルグループである。

## メンバー
- 小谷純
- 風間忠芳

## 脱退メンバー
- 円谷弘之
- 吉本あき弘
- 岡のりお
- やなせかおる
- 行田和彦
- 近藤昌

## 概要
- 1969年末に結成。その後、日本テレビ『プラチナゴールデンショー』にレギュラー出演し、フォーリーブスのバックを務める。
- メンバーを入れ替えた後、4名で1970年10月10日に『さよならの祈り/海に沈めて』でキャニオンレコード（現：ポニーキャニオン）の第一号アーティストとしてレコードデビューを飾った。
- その後もさらにメンバーチェンジや脱退者があり、最終的には小谷と風間の2名だけとなった。
- シングルレコード4枚、クリスマスEP1枚、アルバム2枚をリリース。
- 1973年に解散。

## 主な出演作品

### テレビドラマ
- おれは男だ!（1971年9月26日、日本テレビ）

第23話「ナツコ・オン・ステージ！」にゲスト出演。 このドラマの中でジューク・ボックスはバンドスタイルで登場し、楽器を持って、自身の曲でもある『君にいかれて』、『なぜに君は生きる』、『若者の四重奏』を演奏するシーンもあったが、レコード音源と思われる。また、この回のみBGMとして、アルバム『若者の四重奏』から多々使用されている。ラストシーンには、『ほほの涙を虹にして』がバックに流れてエンディングを飾っている。

### バラエティ
- プラチナゴールデンショー （日本テレビ）レギュラー
- ぎんざNOW! （TBS）レギュラー

### ラジオ
- 歌え!ジューク・ボックス （ニッポン放送）レギュラー

### ミュージカル
- 少年たちシリーズ～フォーリーブス・ミュージカル「太陽からの少年」 （1971年4月）
- 少年たちシリーズ～フォーリーブス・ライブ・ミュージカル「生きていくのは僕たちだ!」（1972年1月、帝国劇場、芸術祭参加作品）
- ミュージカル 「僕がうたうとき!」 （1972年8月）

### ステージ
- 日劇ウエスタンカーニバル
  - 第42回ウエスタン・カーニバル （1970年8月25日 - 9月1日）
  - 第43回日劇新春ウエスタン・カーニバル （1971年1月15日 - 22日）
  - 第44回日劇ウエスタン・カーニバル～みんなで踊ろう! （1971年4月23日 - 29日）
  - 第45回ウエスタン・カーニバル （1971年8月27日 - 9月2日）
  - 第46回ウエスタン・カーニバル （1972年1月15日 - 22日）
  - 第49回ウエスタン・カーニバル 「フォーリーブスショー」 （1973年5月4日）

## ディスコグラフィ

### シングル
- さよならの祈り/海に沈めて（1970年10月10日）
- 愛で胸はいっぱい（1971年）
- 君にいかれて/なぜに君は生きる （1971年6月）[1]
- 若者の四重奏/ほほの涙を虹にして （1971年7月）
- メリー・クリスマス（1971年11月、6曲入りEP）

### アルバム
- はじめまして ジューク・ボックスです（1970年12月25日）
- 若者の四重奏（1971年）